# Really Bad Chess
Really Bad Chess (стилизованно really bad chess, с англ. — «очень плохие шахматы») — мобильная игра, разработанная Заком Гейджем. Она была выпущена 13 октября 2016 года для iOS и 18 мая 2017 года для Android. За основу Really Bad Chess взяты шахматы, однако стартовая позиция изменена.

## Игровой процесс
|   | a | b | c | d | e | f | g | h |   |
| - | --- | --- | --- | --- | --- | --- | --- | --- | - |
| 8 | a8 чёрный конь · b8 чёрный ферзь · c8 чёрная пешка · d8 чёрный слон · e8 чёрный король · f8 чёрная пешка · g8 чёрная пешка · h8 чёрная ладья · a7 чёрный слон · b7 чёрная пешка · c7 чёрный конь · d7 чёрный конь · e7 чёрный слон · f7 чёрный ферзь · g7 чёрная ладья · h7 чёрная пешка · a2 белый конь · b2 белый конь · c2 белый конь · d2 белый слон · e2 белая пешка · f2 белый ферзь · g2 белая ладья · h2 белый ферзь · a1 белый слон · b1 белая ладья · c1 белый ферзь · d1 белый ферзь · e1 белый король · f1 белая пешка · g1 белый конь · h1 белый ферзь | a8 чёрный конь · b8 чёрный ферзь · c8 чёрная пешка · d8 чёрный слон · e8 чёрный король · f8 чёрная пешка · g8 чёрная пешка · h8 чёрная ладья · a7 чёрный слон · b7 чёрная пешка · c7 чёрный конь · d7 чёрный конь · e7 чёрный слон · f7 чёрный ферзь · g7 чёрная ладья · h7 чёрная пешка · a2 белый конь · b2 белый конь · c2 белый конь · d2 белый слон · e2 белая пешка · f2 белый ферзь · g2 белая ладья · h2 белый ферзь · a1 белый слон · b1 белая ладья · c1 белый ферзь · d1 белый ферзь · e1 белый король · f1 белая пешка · g1 белый конь · h1 белый ферзь | a8 чёрный конь · b8 чёрный ферзь · c8 чёрная пешка · d8 чёрный слон · e8 чёрный король · f8 чёрная пешка · g8 чёрная пешка · h8 чёрная ладья · a7 чёрный слон · b7 чёрная пешка · c7 чёрный конь · d7 чёрный конь · e7 чёрный слон · f7 чёрный ферзь · g7 чёрная ладья · h7 чёрная пешка · a2 белый конь · b2 белый конь · c2 белый конь · d2 белый слон · e2 белая пешка · f2 белый ферзь · g2 белая ладья · h2 белый ферзь · a1 белый слон · b1 белая ладья · c1 белый ферзь · d1 белый ферзь · e1 белый король · f1 белая пешка · g1 белый конь · h1 белый ферзь | a8 чёрный конь · b8 чёрный ферзь · c8 чёрная пешка · d8 чёрный слон · e8 чёрный король · f8 чёрная пешка · g8 чёрная пешка · h8 чёрная ладья · a7 чёрный слон · b7 чёрная пешка · c7 чёрный конь · d7 чёрный конь · e7 чёрный слон · f7 чёрный ферзь · g7 чёрная ладья · h7 чёрная пешка · a2 белый конь · b2 белый конь · c2 белый конь · d2 белый слон · e2 белая пешка · f2 белый ферзь · g2 белая ладья · h2 белый ферзь · a1 белый слон · b1 белая ладья · c1 белый ферзь · d1 белый ферзь · e1 белый король · f1 белая пешка · g1 белый конь · h1 белый ферзь | a8 чёрный конь · b8 чёрный ферзь · c8 чёрная пешка · d8 чёрный слон · e8 чёрный король · f8 чёрная пешка · g8 чёрная пешка · h8 чёрная ладья · a7 чёрный слон · b7 чёрная пешка · c7 чёрный конь · d7 чёрный конь · e7 чёрный слон · f7 чёрный ферзь · g7 чёрная ладья · h7 чёрная пешка · a2 белый конь · b2 белый конь · c2 белый конь · d2 белый слон · e2 белая пешка · f2 белый ферзь · g2 белая ладья · h2 белый ферзь · a1 белый слон · b1 белая ладья · c1 белый ферзь · d1 белый ферзь · e1 белый король · f1 белая пешка · g1 белый конь · h1 белый ферзь | a8 чёрный конь · b8 чёрный ферзь · c8 чёрная пешка · d8 чёрный слон · e8 чёрный король · f8 чёрная пешка · g8 чёрная пешка · h8 чёрная ладья · a7 чёрный слон · b7 чёрная пешка · c7 чёрный конь · d7 чёрный конь · e7 чёрный слон · f7 чёрный ферзь · g7 чёрная ладья · h7 чёрная пешка · a2 белый конь · b2 белый конь · c2 белый конь · d2 белый слон · e2 белая пешка · f2 белый ферзь · g2 белая ладья · h2 белый ферзь · a1 белый слон · b1 белая ладья · c1 белый ферзь · d1 белый ферзь · e1 белый король · f1 белая пешка · g1 белый конь · h1 белый ферзь | a8 чёрный конь · b8 чёрный ферзь · c8 чёрная пешка · d8 чёрный слон · e8 чёрный король · f8 чёрная пешка · g8 чёрная пешка · h8 чёрная ладья · a7 чёрный слон · b7 чёрная пешка · c7 чёрный конь · d7 чёрный конь · e7 чёрный слон · f7 чёрный ферзь · g7 чёрная ладья · h7 чёрная пешка · a2 белый конь · b2 белый конь · c2 белый конь · d2 белый слон · e2 белая пешка · f2 белый ферзь · g2 белая ладья · h2 белый ферзь · a1 белый слон · b1 белая ладья · c1 белый ферзь · d1 белый ферзь · e1 белый король · f1 белая пешка · g1 белый конь · h1 белый ферзь | a8 чёрный конь · b8 чёрный ферзь · c8 чёрная пешка · d8 чёрный слон · e8 чёрный король · f8 чёрная пешка · g8 чёрная пешка · h8 чёрная ладья · a7 чёрный слон · b7 чёрная пешка · c7 чёрный конь · d7 чёрный конь · e7 чёрный слон · f7 чёрный ферзь · g7 чёрная ладья · h7 чёрная пешка · a2 белый конь · b2 белый конь · c2 белый конь · d2 белый слон · e2 белая пешка · f2 белый ферзь · g2 белая ладья · h2 белый ферзь · a1 белый слон · b1 белая ладья · c1 белый ферзь · d1 белый ферзь · e1 белый король · f1 белая пешка · g1 белый конь · h1 белый ферзь | 8 |
| 7 | a8 чёрный конь · b8 чёрный ферзь · c8 чёрная пешка · d8 чёрный слон · e8 чёрный король · f8 чёрная пешка · g8 чёрная пешка · h8 чёрная ладья · a7 чёрный слон · b7 чёрная пешка · c7 чёрный конь · d7 чёрный конь · e7 чёрный слон · f7 чёрный ферзь · g7 чёрная ладья · h7 чёрная пешка · a2 белый конь · b2 белый конь · c2 белый конь · d2 белый слон · e2 белая пешка · f2 белый ферзь · g2 белая ладья · h2 белый ферзь · a1 белый слон · b1 белая ладья · c1 белый ферзь · d1 белый ферзь · e1 белый король · f1 белая пешка · g1 белый конь · h1 белый ферзь | a8 чёрный конь · b8 чёрный ферзь · c8 чёрная пешка · d8 чёрный слон · e8 чёрный король · f8 чёрная пешка · g8 чёрная пешка · h8 чёрная ладья · a7 чёрный слон · b7 чёрная пешка · c7 чёрный конь · d7 чёрный конь · e7 чёрный слон · f7 чёрный ферзь · g7 чёрная ладья · h7 чёрная пешка · a2 белый конь · b2 белый конь · c2 белый конь · d2 белый слон · e2 белая пешка · f2 белый ферзь · g2 белая ладья · h2 белый ферзь · a1 белый слон · b1 белая ладья · c1 белый ферзь · d1 белый ферзь · e1 белый король · f1 белая пешка · g1 белый конь · h1 белый ферзь | a8 чёрный конь · b8 чёрный ферзь · c8 чёрная пешка · d8 чёрный слон · e8 чёрный король · f8 чёрная пешка · g8 чёрная пешка · h8 чёрная ладья · a7 чёрный слон · b7 чёрная пешка · c7 чёрный конь · d7 чёрный конь · e7 чёрный слон · f7 чёрный ферзь · g7 чёрная ладья · h7 чёрная пешка · a2 белый конь · b2 белый конь · c2 белый конь · d2 белый слон · e2 белая пешка · f2 белый ферзь · g2 белая ладья · h2 белый ферзь · a1 белый слон · b1 белая ладья · c1 белый ферзь · d1 белый ферзь · e1 белый король · f1 белая пешка · g1 белый конь · h1 белый ферзь | a8 чёрный конь · b8 чёрный ферзь · c8 чёрная пешка · d8 чёрный слон · e8 чёрный король · f8 чёрная пешка · g8 чёрная пешка · h8 чёрная ладья · a7 чёрный слон · b7 чёрная пешка · c7 чёрный конь · d7 чёрный конь · e7 чёрный слон · f7 чёрный ферзь · g7 чёрная ладья · h7 чёрная пешка · a2 белый конь · b2 белый конь · c2 белый конь · d2 белый слон · e2 белая пешка · f2 белый ферзь · g2 белая ладья · h2 белый ферзь · a1 белый слон · b1 белая ладья · c1 белый ферзь · d1 белый ферзь · e1 белый король · f1 белая пешка · g1 белый конь · h1 белый ферзь | a8 чёрный конь · b8 чёрный ферзь · c8 чёрная пешка · d8 чёрный слон · e8 чёрный король · f8 чёрная пешка · g8 чёрная пешка · h8 чёрная ладья · a7 чёрный слон · b7 чёрная пешка · c7 чёрный конь · d7 чёрный конь · e7 чёрный слон · f7 чёрный ферзь · g7 чёрная ладья · h7 чёрная пешка · a2 белый конь · b2 белый конь · c2 белый конь · d2 белый слон · e2 белая пешка · f2 белый ферзь · g2 белая ладья · h2 белый ферзь · a1 белый слон · b1 белая ладья · c1 белый ферзь · d1 белый ферзь · e1 белый король · f1 белая пешка · g1 белый конь · h1 белый ферзь | a8 чёрный конь · b8 чёрный ферзь · c8 чёрная пешка · d8 чёрный слон · e8 чёрный король · f8 чёрная пешка · g8 чёрная пешка · h8 чёрная ладья · a7 чёрный слон · b7 чёрная пешка · c7 чёрный конь · d7 чёрный конь · e7 чёрный слон · f7 чёрный ферзь · g7 чёрная ладья · h7 чёрная пешка · a2 белый конь · b2 белый конь · c2 белый конь · d2 белый слон · e2 белая пешка · f2 белый ферзь · g2 белая ладья · h2 белый ферзь · a1 белый слон · b1 белая ладья · c1 белый ферзь · d1 белый ферзь · e1 белый король · f1 белая пешка · g1 белый конь · h1 белый ферзь | a8 чёрный конь · b8 чёрный ферзь · c8 чёрная пешка · d8 чёрный слон · e8 чёрный король · f8 чёрная пешка · g8 чёрная пешка · h8 чёрная ладья · a7 чёрный слон · b7 чёрная пешка · c7 чёрный конь · d7 чёрный конь · e7 чёрный слон · f7 чёрный ферзь · g7 чёрная ладья · h7 чёрная пешка · a2 белый конь · b2 белый конь · c2 белый конь · d2 белый слон · e2 белая пешка · f2 белый ферзь · g2 белая ладья · h2 белый ферзь · a1 белый слон · b1 белая ладья · c1 белый ферзь · d1 белый ферзь · e1 белый король · f1 белая пешка · g1 белый конь · h1 белый ферзь | a8 чёрный конь · b8 чёрный ферзь · c8 чёрная пешка · d8 чёрный слон · e8 чёрный король · f8 чёрная пешка · g8 чёрная пешка · h8 чёрная ладья · a7 чёрный слон · b7 чёрная пешка · c7 чёрный конь · d7 чёрный конь · e7 чёрный слон · f7 чёрный ферзь · g7 чёрная ладья · h7 чёрная пешка · a2 белый конь · b2 белый конь · c2 белый конь · d2 белый слон · e2 белая пешка · f2 белый ферзь · g2 белая ладья · h2 белый ферзь · a1 белый слон · b1 белая ладья · c1 белый ферзь · d1 белый ферзь · e1 белый король · f1 белая пешка · g1 белый конь · h1 белый ферзь | 7 |
| 6 | a8 чёрный конь · b8 чёрный ферзь · c8 чёрная пешка · d8 чёрный слон · e8 чёрный король · f8 чёрная пешка · g8 чёрная пешка · h8 чёрная ладья · a7 чёрный слон · b7 чёрная пешка · c7 чёрный конь · d7 чёрный конь · e7 чёрный слон · f7 чёрный ферзь · g7 чёрная ладья · h7 чёрная пешка · a2 белый конь · b2 белый конь · c2 белый конь · d2 белый слон · e2 белая пешка · f2 белый ферзь · g2 белая ладья · h2 белый ферзь · a1 белый слон · b1 белая ладья · c1 белый ферзь · d1 белый ферзь · e1 белый король · f1 белая пешка · g1 белый конь · h1 белый ферзь | a8 чёрный конь · b8 чёрный ферзь · c8 чёрная пешка · d8 чёрный слон · e8 чёрный король · f8 чёрная пешка · g8 чёрная пешка · h8 чёрная ладья · a7 чёрный слон · b7 чёрная пешка · c7 чёрный конь · d7 чёрный конь · e7 чёрный слон · f7 чёрный ферзь · g7 чёрная ладья · h7 чёрная пешка · a2 белый конь · b2 белый конь · c2 белый конь · d2 белый слон · e2 белая пешка · f2 белый ферзь · g2 белая ладья · h2 белый ферзь · a1 белый слон · b1 белая ладья · c1 белый ферзь · d1 белый ферзь · e1 белый король · f1 белая пешка · g1 белый конь · h1 белый ферзь | a8 чёрный конь · b8 чёрный ферзь · c8 чёрная пешка · d8 чёрный слон · e8 чёрный король · f8 чёрная пешка · g8 чёрная пешка · h8 чёрная ладья · a7 чёрный слон · b7 чёрная пешка · c7 чёрный конь · d7 чёрный конь · e7 чёрный слон · f7 чёрный ферзь · g7 чёрная ладья · h7 чёрная пешка · a2 белый конь · b2 белый конь · c2 белый конь · d2 белый слон · e2 белая пешка · f2 белый ферзь · g2 белая ладья · h2 белый ферзь · a1 белый слон · b1 белая ладья · c1 белый ферзь · d1 белый ферзь · e1 белый король · f1 белая пешка · g1 белый конь · h1 белый ферзь | a8 чёрный конь · b8 чёрный ферзь · c8 чёрная пешка · d8 чёрный слон · e8 чёрный король · f8 чёрная пешка · g8 чёрная пешка · h8 чёрная ладья · a7 чёрный слон · b7 чёрная пешка · c7 чёрный конь · d7 чёрный конь · e7 чёрный слон · f7 чёрный ферзь · g7 чёрная ладья · h7 чёрная пешка · a2 белый конь · b2 белый конь · c2 белый конь · d2 белый слон · e2 белая пешка · f2 белый ферзь · g2 белая ладья · h2 белый ферзь · a1 белый слон · b1 белая ладья · c1 белый ферзь · d1 белый ферзь · e1 белый король · f1 белая пешка · g1 белый конь · h1 белый ферзь | a8 чёрный конь · b8 чёрный ферзь · c8 чёрная пешка · d8 чёрный слон · e8 чёрный король · f8 чёрная пешка · g8 чёрная пешка · h8 чёрная ладья · a7 чёрный слон · b7 чёрная пешка · c7 чёрный конь · d7 чёрный конь · e7 чёрный слон · f7 чёрный ферзь · g7 чёрная ладья · h7 чёрная пешка · a2 белый конь · b2 белый конь · c2 белый конь · d2 белый слон · e2 белая пешка · f2 белый ферзь · g2 белая ладья · h2 белый ферзь · a1 белый слон · b1 белая ладья · c1 белый ферзь · d1 белый ферзь · e1 белый король · f1 белая пешка · g1 белый конь · h1 белый ферзь | a8 чёрный конь · b8 чёрный ферзь · c8 чёрная пешка · d8 чёрный слон · e8 чёрный король · f8 чёрная пешка · g8 чёрная пешка · h8 чёрная ладья · a7 чёрный слон · b7 чёрная пешка · c7 чёрный конь · d7 чёрный конь · e7 чёрный слон · f7 чёрный ферзь · g7 чёрная ладья · h7 чёрная пешка · a2 белый конь · b2 белый конь · c2 белый конь · d2 белый слон · e2 белая пешка · f2 белый ферзь · g2 белая ладья · h2 белый ферзь · a1 белый слон · b1 белая ладья · c1 белый ферзь · d1 белый ферзь · e1 белый король · f1 белая пешка · g1 белый конь · h1 белый ферзь | a8 чёрный конь · b8 чёрный ферзь · c8 чёрная пешка · d8 чёрный слон · e8 чёрный король · f8 чёрная пешка · g8 чёрная пешка · h8 чёрная ладья · a7 чёрный слон · b7 чёрная пешка · c7 чёрный конь · d7 чёрный конь · e7 чёрный слон · f7 чёрный ферзь · g7 чёрная ладья · h7 чёрная пешка · a2 белый конь · b2 белый конь · c2 белый конь · d2 белый слон · e2 белая пешка · f2 белый ферзь · g2 белая ладья · h2 белый ферзь · a1 белый слон · b1 белая ладья · c1 белый ферзь · d1 белый ферзь · e1 белый король · f1 белая пешка · g1 белый конь · h1 белый ферзь | a8 чёрный конь · b8 чёрный ферзь · c8 чёрная пешка · d8 чёрный слон · e8 чёрный король · f8 чёрная пешка · g8 чёрная пешка · h8 чёрная ладья · a7 чёрный слон · b7 чёрная пешка · c7 чёрный конь · d7 чёрный конь · e7 чёрный слон · f7 чёрный ферзь · g7 чёрная ладья · h7 чёрная пешка · a2 белый конь · b2 белый конь · c2 белый конь · d2 белый слон · e2 белая пешка · f2 белый ферзь · g2 белая ладья · h2 белый ферзь · a1 белый слон · b1 белая ладья · c1 белый ферзь · d1 белый ферзь · e1 белый король · f1 белая пешка · g1 белый конь · h1 белый ферзь | 6 |
| 5 | a8 чёрный конь · b8 чёрный ферзь · c8 чёрная пешка · d8 чёрный слон · e8 чёрный король · f8 чёрная пешка · g8 чёрная пешка · h8 чёрная ладья · a7 чёрный слон · b7 чёрная пешка · c7 чёрный конь · d7 чёрный конь · e7 чёрный слон · f7 чёрный ферзь · g7 чёрная ладья · h7 чёрная пешка · a2 белый конь · b2 белый конь · c2 белый конь · d2 белый слон · e2 белая пешка · f2 белый ферзь · g2 белая ладья · h2 белый ферзь · a1 белый слон · b1 белая ладья · c1 белый ферзь · d1 белый ферзь · e1 белый король · f1 белая пешка · g1 белый конь · h1 белый ферзь | a8 чёрный конь · b8 чёрный ферзь · c8 чёрная пешка · d8 чёрный слон · e8 чёрный король · f8 чёрная пешка · g8 чёрная пешка · h8 чёрная ладья · a7 чёрный слон · b7 чёрная пешка · c7 чёрный конь · d7 чёрный конь · e7 чёрный слон · f7 чёрный ферзь · g7 чёрная ладья · h7 чёрная пешка · a2 белый конь · b2 белый конь · c2 белый конь · d2 белый слон · e2 белая пешка · f2 белый ферзь · g2 белая ладья · h2 белый ферзь · a1 белый слон · b1 белая ладья · c1 белый ферзь · d1 белый ферзь · e1 белый король · f1 белая пешка · g1 белый конь · h1 белый ферзь | a8 чёрный конь · b8 чёрный ферзь · c8 чёрная пешка · d8 чёрный слон · e8 чёрный король · f8 чёрная пешка · g8 чёрная пешка · h8 чёрная ладья · a7 чёрный слон · b7 чёрная пешка · c7 чёрный конь · d7 чёрный конь · e7 чёрный слон · f7 чёрный ферзь · g7 чёрная ладья · h7 чёрная пешка · a2 белый конь · b2 белый конь · c2 белый конь · d2 белый слон · e2 белая пешка · f2 белый ферзь · g2 белая ладья · h2 белый ферзь · a1 белый слон · b1 белая ладья · c1 белый ферзь · d1 белый ферзь · e1 белый король · f1 белая пешка · g1 белый конь · h1 белый ферзь | a8 чёрный конь · b8 чёрный ферзь · c8 чёрная пешка · d8 чёрный слон · e8 чёрный король · f8 чёрная пешка · g8 чёрная пешка · h8 чёрная ладья · a7 чёрный слон · b7 чёрная пешка · c7 чёрный конь · d7 чёрный конь · e7 чёрный слон · f7 чёрный ферзь · g7 чёрная ладья · h7 чёрная пешка · a2 белый конь · b2 белый конь · c2 белый конь · d2 белый слон · e2 белая пешка · f2 белый ферзь · g2 белая ладья · h2 белый ферзь · a1 белый слон · b1 белая ладья · c1 белый ферзь · d1 белый ферзь · e1 белый король · f1 белая пешка · g1 белый конь · h1 белый ферзь | a8 чёрный конь · b8 чёрный ферзь · c8 чёрная пешка · d8 чёрный слон · e8 чёрный король · f8 чёрная пешка · g8 чёрная пешка · h8 чёрная ладья · a7 чёрный слон · b7 чёрная пешка · c7 чёрный конь · d7 чёрный конь · e7 чёрный слон · f7 чёрный ферзь · g7 чёрная ладья · h7 чёрная пешка · a2 белый конь · b2 белый конь · c2 белый конь · d2 белый слон · e2 белая пешка · f2 белый ферзь · g2 белая ладья · h2 белый ферзь · a1 белый слон · b1 белая ладья · c1 белый ферзь · d1 белый ферзь · e1 белый король · f1 белая пешка · g1 белый конь · h1 белый ферзь | a8 чёрный конь · b8 чёрный ферзь · c8 чёрная пешка · d8 чёрный слон · e8 чёрный король · f8 чёрная пешка · g8 чёрная пешка · h8 чёрная ладья · a7 чёрный слон · b7 чёрная пешка · c7 чёрный конь · d7 чёрный конь · e7 чёрный слон · f7 чёрный ферзь · g7 чёрная ладья · h7 чёрная пешка · a2 белый конь · b2 белый конь · c2 белый конь · d2 белый слон · e2 белая пешка · f2 белый ферзь · g2 белая ладья · h2 белый ферзь · a1 белый слон · b1 белая ладья · c1 белый ферзь · d1 белый ферзь · e1 белый король · f1 белая пешка · g1 белый конь · h1 белый ферзь | a8 чёрный конь · b8 чёрный ферзь · c8 чёрная пешка · d8 чёрный слон · e8 чёрный король · f8 чёрная пешка · g8 чёрная пешка · h8 чёрная ладья · a7 чёрный слон · b7 чёрная пешка · c7 чёрный конь · d7 чёрный конь · e7 чёрный слон · f7 чёрный ферзь · g7 чёрная ладья · h7 чёрная пешка · a2 белый конь · b2 белый конь · c2 белый конь · d2 белый слон · e2 белая пешка · f2 белый ферзь · g2 белая ладья · h2 белый ферзь · a1 белый слон · b1 белая ладья · c1 белый ферзь · d1 белый ферзь · e1 белый король · f1 белая пешка · g1 белый конь · h1 белый ферзь | a8 чёрный конь · b8 чёрный ферзь · c8 чёрная пешка · d8 чёрный слон · e8 чёрный король · f8 чёрная пешка · g8 чёрная пешка · h8 чёрная ладья · a7 чёрный слон · b7 чёрная пешка · c7 чёрный конь · d7 чёрный конь · e7 чёрный слон · f7 чёрный ферзь · g7 чёрная ладья · h7 чёрная пешка · a2 белый конь · b2 белый конь · c2 белый конь · d2 белый слон · e2 белая пешка · f2 белый ферзь · g2 белая ладья · h2 белый ферзь · a1 белый слон · b1 белая ладья · c1 белый ферзь · d1 белый ферзь · e1 белый король · f1 белая пешка · g1 белый конь · h1 белый ферзь | 5 |
| 4 | a8 чёрный конь · b8 чёрный ферзь · c8 чёрная пешка · d8 чёрный слон · e8 чёрный король · f8 чёрная пешка · g8 чёрная пешка · h8 чёрная ладья · a7 чёрный слон · b7 чёрная пешка · c7 чёрный конь · d7 чёрный конь · e7 чёрный слон · f7 чёрный ферзь · g7 чёрная ладья · h7 чёрная пешка · a2 белый конь · b2 белый конь · c2 белый конь · d2 белый слон · e2 белая пешка · f2 белый ферзь · g2 белая ладья · h2 белый ферзь · a1 белый слон · b1 белая ладья · c1 белый ферзь · d1 белый ферзь · e1 белый король · f1 белая пешка · g1 белый конь · h1 белый ферзь | a8 чёрный конь · b8 чёрный ферзь · c8 чёрная пешка · d8 чёрный слон · e8 чёрный король · f8 чёрная пешка · g8 чёрная пешка · h8 чёрная ладья · a7 чёрный слон · b7 чёрная пешка · c7 чёрный конь · d7 чёрный конь · e7 чёрный слон · f7 чёрный ферзь · g7 чёрная ладья · h7 чёрная пешка · a2 белый конь · b2 белый конь · c2 белый конь · d2 белый слон · e2 белая пешка · f2 белый ферзь · g2 белая ладья · h2 белый ферзь · a1 белый слон · b1 белая ладья · c1 белый ферзь · d1 белый ферзь · e1 белый король · f1 белая пешка · g1 белый конь · h1 белый ферзь | a8 чёрный конь · b8 чёрный ферзь · c8 чёрная пешка · d8 чёрный слон · e8 чёрный король · f8 чёрная пешка · g8 чёрная пешка · h8 чёрная ладья · a7 чёрный слон · b7 чёрная пешка · c7 чёрный конь · d7 чёрный конь · e7 чёрный слон · f7 чёрный ферзь · g7 чёрная ладья · h7 чёрная пешка · a2 белый конь · b2 белый конь · c2 белый конь · d2 белый слон · e2 белая пешка · f2 белый ферзь · g2 белая ладья · h2 белый ферзь · a1 белый слон · b1 белая ладья · c1 белый ферзь · d1 белый ферзь · e1 белый король · f1 белая пешка · g1 белый конь · h1 белый ферзь | a8 чёрный конь · b8 чёрный ферзь · c8 чёрная пешка · d8 чёрный слон · e8 чёрный король · f8 чёрная пешка · g8 чёрная пешка · h8 чёрная ладья · a7 чёрный слон · b7 чёрная пешка · c7 чёрный конь · d7 чёрный конь · e7 чёрный слон · f7 чёрный ферзь · g7 чёрная ладья · h7 чёрная пешка · a2 белый конь · b2 белый конь · c2 белый конь · d2 белый слон · e2 белая пешка · f2 белый ферзь · g2 белая ладья · h2 белый ферзь · a1 белый слон · b1 белая ладья · c1 белый ферзь · d1 белый ферзь · e1 белый король · f1 белая пешка · g1 белый конь · h1 белый ферзь | a8 чёрный конь · b8 чёрный ферзь · c8 чёрная пешка · d8 чёрный слон · e8 чёрный король · f8 чёрная пешка · g8 чёрная пешка · h8 чёрная ладья · a7 чёрный слон · b7 чёрная пешка · c7 чёрный конь · d7 чёрный конь · e7 чёрный слон · f7 чёрный ферзь · g7 чёрная ладья · h7 чёрная пешка · a2 белый конь · b2 белый конь · c2 белый конь · d2 белый слон · e2 белая пешка · f2 белый ферзь · g2 белая ладья · h2 белый ферзь · a1 белый слон · b1 белая ладья · c1 белый ферзь · d1 белый ферзь · e1 белый король · f1 белая пешка · g1 белый конь · h1 белый ферзь | a8 чёрный конь · b8 чёрный ферзь · c8 чёрная пешка · d8 чёрный слон · e8 чёрный король · f8 чёрная пешка · g8 чёрная пешка · h8 чёрная ладья · a7 чёрный слон · b7 чёрная пешка · c7 чёрный конь · d7 чёрный конь · e7 чёрный слон · f7 чёрный ферзь · g7 чёрная ладья · h7 чёрная пешка · a2 белый конь · b2 белый конь · c2 белый конь · d2 белый слон · e2 белая пешка · f2 белый ферзь · g2 белая ладья · h2 белый ферзь · a1 белый слон · b1 белая ладья · c1 белый ферзь · d1 белый ферзь · e1 белый король · f1 белая пешка · g1 белый конь · h1 белый ферзь | a8 чёрный конь · b8 чёрный ферзь · c8 чёрная пешка · d8 чёрный слон · e8 чёрный король · f8 чёрная пешка · g8 чёрная пешка · h8 чёрная ладья · a7 чёрный слон · b7 чёрная пешка · c7 чёрный конь · d7 чёрный конь · e7 чёрный слон · f7 чёрный ферзь · g7 чёрная ладья · h7 чёрная пешка · a2 белый конь · b2 белый конь · c2 белый конь · d2 белый слон · e2 белая пешка · f2 белый ферзь · g2 белая ладья · h2 белый ферзь · a1 белый слон · b1 белая ладья · c1 белый ферзь · d1 белый ферзь · e1 белый король · f1 белая пешка · g1 белый конь · h1 белый ферзь | a8 чёрный конь · b8 чёрный ферзь · c8 чёрная пешка · d8 чёрный слон · e8 чёрный король · f8 чёрная пешка · g8 чёрная пешка · h8 чёрная ладья · a7 чёрный слон · b7 чёрная пешка · c7 чёрный конь · d7 чёрный конь · e7 чёрный слон · f7 чёрный ферзь · g7 чёрная ладья · h7 чёрная пешка · a2 белый конь · b2 белый конь · c2 белый конь · d2 белый слон · e2 белая пешка · f2 белый ферзь · g2 белая ладья · h2 белый ферзь · a1 белый слон · b1 белая ладья · c1 белый ферзь · d1 белый ферзь · e1 белый король · f1 белая пешка · g1 белый конь · h1 белый ферзь | 4 |
| 3 | a8 чёрный конь · b8 чёрный ферзь · c8 чёрная пешка · d8 чёрный слон · e8 чёрный король · f8 чёрная пешка · g8 чёрная пешка · h8 чёрная ладья · a7 чёрный слон · b7 чёрная пешка · c7 чёрный конь · d7 чёрный конь · e7 чёрный слон · f7 чёрный ферзь · g7 чёрная ладья · h7 чёрная пешка · a2 белый конь · b2 белый конь · c2 белый конь · d2 белый слон · e2 белая пешка · f2 белый ферзь · g2 белая ладья · h2 белый ферзь · a1 белый слон · b1 белая ладья · c1 белый ферзь · d1 белый ферзь · e1 белый король · f1 белая пешка · g1 белый конь · h1 белый ферзь | a8 чёрный конь · b8 чёрный ферзь · c8 чёрная пешка · d8 чёрный слон · e8 чёрный король · f8 чёрная пешка · g8 чёрная пешка · h8 чёрная ладья · a7 чёрный слон · b7 чёрная пешка · c7 чёрный конь · d7 чёрный конь · e7 чёрный слон · f7 чёрный ферзь · g7 чёрная ладья · h7 чёрная пешка · a2 белый конь · b2 белый конь · c2 белый конь · d2 белый слон · e2 белая пешка · f2 белый ферзь · g2 белая ладья · h2 белый ферзь · a1 белый слон · b1 белая ладья · c1 белый ферзь · d1 белый ферзь · e1 белый король · f1 белая пешка · g1 белый конь · h1 белый ферзь | a8 чёрный конь · b8 чёрный ферзь · c8 чёрная пешка · d8 чёрный слон · e8 чёрный король · f8 чёрная пешка · g8 чёрная пешка · h8 чёрная ладья · a7 чёрный слон · b7 чёрная пешка · c7 чёрный конь · d7 чёрный конь · e7 чёрный слон · f7 чёрный ферзь · g7 чёрная ладья · h7 чёрная пешка · a2 белый конь · b2 белый конь · c2 белый конь · d2 белый слон · e2 белая пешка · f2 белый ферзь · g2 белая ладья · h2 белый ферзь · a1 белый слон · b1 белая ладья · c1 белый ферзь · d1 белый ферзь · e1 белый король · f1 белая пешка · g1 белый конь · h1 белый ферзь | a8 чёрный конь · b8 чёрный ферзь · c8 чёрная пешка · d8 чёрный слон · e8 чёрный король · f8 чёрная пешка · g8 чёрная пешка · h8 чёрная ладья · a7 чёрный слон · b7 чёрная пешка · c7 чёрный конь · d7 чёрный конь · e7 чёрный слон · f7 чёрный ферзь · g7 чёрная ладья · h7 чёрная пешка · a2 белый конь · b2 белый конь · c2 белый конь · d2 белый слон · e2 белая пешка · f2 белый ферзь · g2 белая ладья · h2 белый ферзь · a1 белый слон · b1 белая ладья · c1 белый ферзь · d1 белый ферзь · e1 белый король · f1 белая пешка · g1 белый конь · h1 белый ферзь | a8 чёрный конь · b8 чёрный ферзь · c8 чёрная пешка · d8 чёрный слон · e8 чёрный король · f8 чёрная пешка · g8 чёрная пешка · h8 чёрная ладья · a7 чёрный слон · b7 чёрная пешка · c7 чёрный конь · d7 чёрный конь · e7 чёрный слон · f7 чёрный ферзь · g7 чёрная ладья · h7 чёрная пешка · a2 белый конь · b2 белый конь · c2 белый конь · d2 белый слон · e2 белая пешка · f2 белый ферзь · g2 белая ладья · h2 белый ферзь · a1 белый слон · b1 белая ладья · c1 белый ферзь · d1 белый ферзь · e1 белый король · f1 белая пешка · g1 белый конь · h1 белый ферзь | a8 чёрный конь · b8 чёрный ферзь · c8 чёрная пешка · d8 чёрный слон · e8 чёрный король · f8 чёрная пешка · g8 чёрная пешка · h8 чёрная ладья · a7 чёрный слон · b7 чёрная пешка · c7 чёрный конь · d7 чёрный конь · e7 чёрный слон · f7 чёрный ферзь · g7 чёрная ладья · h7 чёрная пешка · a2 белый конь · b2 белый конь · c2 белый конь · d2 белый слон · e2 белая пешка · f2 белый ферзь · g2 белая ладья · h2 белый ферзь · a1 белый слон · b1 белая ладья · c1 белый ферзь · d1 белый ферзь · e1 белый король · f1 белая пешка · g1 белый конь · h1 белый ферзь | a8 чёрный конь · b8 чёрный ферзь · c8 чёрная пешка · d8 чёрный слон · e8 чёрный король · f8 чёрная пешка · g8 чёрная пешка · h8 чёрная ладья · a7 чёрный слон · b7 чёрная пешка · c7 чёрный конь · d7 чёрный конь · e7 чёрный слон · f7 чёрный ферзь · g7 чёрная ладья · h7 чёрная пешка · a2 белый конь · b2 белый конь · c2 белый конь · d2 белый слон · e2 белая пешка · f2 белый ферзь · g2 белая ладья · h2 белый ферзь · a1 белый слон · b1 белая ладья · c1 белый ферзь · d1 белый ферзь · e1 белый король · f1 белая пешка · g1 белый конь · h1 белый ферзь | a8 чёрный конь · b8 чёрный ферзь · c8 чёрная пешка · d8 чёрный слон · e8 чёрный король · f8 чёрная пешка · g8 чёрная пешка · h8 чёрная ладья · a7 чёрный слон · b7 чёрная пешка · c7 чёрный конь · d7 чёрный конь · e7 чёрный слон · f7 чёрный ферзь · g7 чёрная ладья · h7 чёрная пешка · a2 белый конь · b2 белый конь · c2 белый конь · d2 белый слон · e2 белая пешка · f2 белый ферзь · g2 белая ладья · h2 белый ферзь · a1 белый слон · b1 белая ладья · c1 белый ферзь · d1 белый ферзь · e1 белый король · f1 белая пешка · g1 белый конь · h1 белый ферзь | 3 |
| 2 | a8 чёрный конь · b8 чёрный ферзь · c8 чёрная пешка · d8 чёрный слон · e8 чёрный король · f8 чёрная пешка · g8 чёрная пешка · h8 чёрная ладья · a7 чёрный слон · b7 чёрная пешка · c7 чёрный конь · d7 чёрный конь · e7 чёрный слон · f7 чёрный ферзь · g7 чёрная ладья · h7 чёрная пешка · a2 белый конь · b2 белый конь · c2 белый конь · d2 белый слон · e2 белая пешка · f2 белый ферзь · g2 белая ладья · h2 белый ферзь · a1 белый слон · b1 белая ладья · c1 белый ферзь · d1 белый ферзь · e1 белый король · f1 белая пешка · g1 белый конь · h1 белый ферзь | a8 чёрный конь · b8 чёрный ферзь · c8 чёрная пешка · d8 чёрный слон · e8 чёрный король · f8 чёрная пешка · g8 чёрная пешка · h8 чёрная ладья · a7 чёрный слон · b7 чёрная пешка · c7 чёрный конь · d7 чёрный конь · e7 чёрный слон · f7 чёрный ферзь · g7 чёрная ладья · h7 чёрная пешка · a2 белый конь · b2 белый конь · c2 белый конь · d2 белый слон · e2 белая пешка · f2 белый ферзь · g2 белая ладья · h2 белый ферзь · a1 белый слон · b1 белая ладья · c1 белый ферзь · d1 белый ферзь · e1 белый король · f1 белая пешка · g1 белый конь · h1 белый ферзь | a8 чёрный конь · b8 чёрный ферзь · c8 чёрная пешка · d8 чёрный слон · e8 чёрный король · f8 чёрная пешка · g8 чёрная пешка · h8 чёрная ладья · a7 чёрный слон · b7 чёрная пешка · c7 чёрный конь · d7 чёрный конь · e7 чёрный слон · f7 чёрный ферзь · g7 чёрная ладья · h7 чёрная пешка · a2 белый конь · b2 белый конь · c2 белый конь · d2 белый слон · e2 белая пешка · f2 белый ферзь · g2 белая ладья · h2 белый ферзь · a1 белый слон · b1 белая ладья · c1 белый ферзь · d1 белый ферзь · e1 белый король · f1 белая пешка · g1 белый конь · h1 белый ферзь | a8 чёрный конь · b8 чёрный ферзь · c8 чёрная пешка · d8 чёрный слон · e8 чёрный король · f8 чёрная пешка · g8 чёрная пешка · h8 чёрная ладья · a7 чёрный слон · b7 чёрная пешка · c7 чёрный конь · d7 чёрный конь · e7 чёрный слон · f7 чёрный ферзь · g7 чёрная ладья · h7 чёрная пешка · a2 белый конь · b2 белый конь · c2 белый конь · d2 белый слон · e2 белая пешка · f2 белый ферзь · g2 белая ладья · h2 белый ферзь · a1 белый слон · b1 белая ладья · c1 белый ферзь · d1 белый ферзь · e1 белый король · f1 белая пешка · g1 белый конь · h1 белый ферзь | a8 чёрный конь · b8 чёрный ферзь · c8 чёрная пешка · d8 чёрный слон · e8 чёрный король · f8 чёрная пешка · g8 чёрная пешка · h8 чёрная ладья · a7 чёрный слон · b7 чёрная пешка · c7 чёрный конь · d7 чёрный конь · e7 чёрный слон · f7 чёрный ферзь · g7 чёрная ладья · h7 чёрная пешка · a2 белый конь · b2 белый конь · c2 белый конь · d2 белый слон · e2 белая пешка · f2 белый ферзь · g2 белая ладья · h2 белый ферзь · a1 белый слон · b1 белая ладья · c1 белый ферзь · d1 белый ферзь · e1 белый король · f1 белая пешка · g1 белый конь · h1 белый ферзь | a8 чёрный конь · b8 чёрный ферзь · c8 чёрная пешка · d8 чёрный слон · e8 чёрный король · f8 чёрная пешка · g8 чёрная пешка · h8 чёрная ладья · a7 чёрный слон · b7 чёрная пешка · c7 чёрный конь · d7 чёрный конь · e7 чёрный слон · f7 чёрный ферзь · g7 чёрная ладья · h7 чёрная пешка · a2 белый конь · b2 белый конь · c2 белый конь · d2 белый слон · e2 белая пешка · f2 белый ферзь · g2 белая ладья · h2 белый ферзь · a1 белый слон · b1 белая ладья · c1 белый ферзь · d1 белый ферзь · e1 белый король · f1 белая пешка · g1 белый конь · h1 белый ферзь | a8 чёрный конь · b8 чёрный ферзь · c8 чёрная пешка · d8 чёрный слон · e8 чёрный король · f8 чёрная пешка · g8 чёрная пешка · h8 чёрная ладья · a7 чёрный слон · b7 чёрная пешка · c7 чёрный конь · d7 чёрный конь · e7 чёрный слон · f7 чёрный ферзь · g7 чёрная ладья · h7 чёрная пешка · a2 белый конь · b2 белый конь · c2 белый конь · d2 белый слон · e2 белая пешка · f2 белый ферзь · g2 белая ладья · h2 белый ферзь · a1 белый слон · b1 белая ладья · c1 белый ферзь · d1 белый ферзь · e1 белый король · f1 белая пешка · g1 белый конь · h1 белый ферзь | a8 чёрный конь · b8 чёрный ферзь · c8 чёрная пешка · d8 чёрный слон · e8 чёрный король · f8 чёрная пешка · g8 чёрная пешка · h8 чёрная ладья · a7 чёрный слон · b7 чёрная пешка · c7 чёрный конь · d7 чёрный конь · e7 чёрный слон · f7 чёрный ферзь · g7 чёрная ладья · h7 чёрная пешка · a2 белый конь · b2 белый конь · c2 белый конь · d2 белый слон · e2 белая пешка · f2 белый ферзь · g2 белая ладья · h2 белый ферзь · a1 белый слон · b1 белая ладья · c1 белый ферзь · d1 белый ферзь · e1 белый король · f1 белая пешка · g1 белый конь · h1 белый ферзь | 2 |
| 1 | a8 чёрный конь · b8 чёрный ферзь · c8 чёрная пешка · d8 чёрный слон · e8 чёрный король · f8 чёрная пешка · g8 чёрная пешка · h8 чёрная ладья · a7 чёрный слон · b7 чёрная пешка · c7 чёрный конь · d7 чёрный конь · e7 чёрный слон · f7 чёрный ферзь · g7 чёрная ладья · h7 чёрная пешка · a2 белый конь · b2 белый конь · c2 белый конь · d2 белый слон · e2 белая пешка · f2 белый ферзь · g2 белая ладья · h2 белый ферзь · a1 белый слон · b1 белая ладья · c1 белый ферзь · d1 белый ферзь · e1 белый король · f1 белая пешка · g1 белый конь · h1 белый ферзь | a8 чёрный конь · b8 чёрный ферзь · c8 чёрная пешка · d8 чёрный слон · e8 чёрный король · f8 чёрная пешка · g8 чёрная пешка · h8 чёрная ладья · a7 чёрный слон · b7 чёрная пешка · c7 чёрный конь · d7 чёрный конь · e7 чёрный слон · f7 чёрный ферзь · g7 чёрная ладья · h7 чёрная пешка · a2 белый конь · b2 белый конь · c2 белый конь · d2 белый слон · e2 белая пешка · f2 белый ферзь · g2 белая ладья · h2 белый ферзь · a1 белый слон · b1 белая ладья · c1 белый ферзь · d1 белый ферзь · e1 белый король · f1 белая пешка · g1 белый конь · h1 белый ферзь | a8 чёрный конь · b8 чёрный ферзь · c8 чёрная пешка · d8 чёрный слон · e8 чёрный король · f8 чёрная пешка · g8 чёрная пешка · h8 чёрная ладья · a7 чёрный слон · b7 чёрная пешка · c7 чёрный конь · d7 чёрный конь · e7 чёрный слон · f7 чёрный ферзь · g7 чёрная ладья · h7 чёрная пешка · a2 белый конь · b2 белый конь · c2 белый конь · d2 белый слон · e2 белая пешка · f2 белый ферзь · g2 белая ладья · h2 белый ферзь · a1 белый слон · b1 белая ладья · c1 белый ферзь · d1 белый ферзь · e1 белый король · f1 белая пешка · g1 белый конь · h1 белый ферзь | a8 чёрный конь · b8 чёрный ферзь · c8 чёрная пешка · d8 чёрный слон · e8 чёрный король · f8 чёрная пешка · g8 чёрная пешка · h8 чёрная ладья · a7 чёрный слон · b7 чёрная пешка · c7 чёрный конь · d7 чёрный конь · e7 чёрный слон · f7 чёрный ферзь · g7 чёрная ладья · h7 чёрная пешка · a2 белый конь · b2 белый конь · c2 белый конь · d2 белый слон · e2 белая пешка · f2 белый ферзь · g2 белая ладья · h2 белый ферзь · a1 белый слон · b1 белая ладья · c1 белый ферзь · d1 белый ферзь · e1 белый король · f1 белая пешка · g1 белый конь · h1 белый ферзь | a8 чёрный конь · b8 чёрный ферзь · c8 чёрная пешка · d8 чёрный слон · e8 чёрный король · f8 чёрная пешка · g8 чёрная пешка · h8 чёрная ладья · a7 чёрный слон · b7 чёрная пешка · c7 чёрный конь · d7 чёрный конь · e7 чёрный слон · f7 чёрный ферзь · g7 чёрная ладья · h7 чёрная пешка · a2 белый конь · b2 белый конь · c2 белый конь · d2 белый слон · e2 белая пешка · f2 белый ферзь · g2 белая ладья · h2 белый ферзь · a1 белый слон · b1 белая ладья · c1 белый ферзь · d1 белый ферзь · e1 белый король · f1 белая пешка · g1 белый конь · h1 белый ферзь | a8 чёрный конь · b8 чёрный ферзь · c8 чёрная пешка · d8 чёрный слон · e8 чёрный король · f8 чёрная пешка · g8 чёрная пешка · h8 чёрная ладья · a7 чёрный слон · b7 чёрная пешка · c7 чёрный конь · d7 чёрный конь · e7 чёрный слон · f7 чёрный ферзь · g7 чёрная ладья · h7 чёрная пешка · a2 белый конь · b2 белый конь · c2 белый конь · d2 белый слон · e2 белая пешка · f2 белый ферзь · g2 белая ладья · h2 белый ферзь · a1 белый слон · b1 белая ладья · c1 белый ферзь · d1 белый ферзь · e1 белый король · f1 белая пешка · g1 белый конь · h1 белый ферзь | a8 чёрный конь · b8 чёрный ферзь · c8 чёрная пешка · d8 чёрный слон · e8 чёрный король · f8 чёрная пешка · g8 чёрная пешка · h8 чёрная ладья · a7 чёрный слон · b7 чёрная пешка · c7 чёрный конь · d7 чёрный конь · e7 чёрный слон · f7 чёрный ферзь · g7 чёрная ладья · h7 чёрная пешка · a2 белый конь · b2 белый конь · c2 белый конь · d2 белый слон · e2 белая пешка · f2 белый ферзь · g2 белая ладья · h2 белый ферзь · a1 белый слон · b1 белая ладья · c1 белый ферзь · d1 белый ферзь · e1 белый король · f1 белая пешка · g1 белый конь · h1 белый ферзь | a8 чёрный конь · b8 чёрный ферзь · c8 чёрная пешка · d8 чёрный слон · e8 чёрный король · f8 чёрная пешка · g8 чёрная пешка · h8 чёрная ладья · a7 чёрный слон · b7 чёрная пешка · c7 чёрный конь · d7 чёрный конь · e7 чёрный слон · f7 чёрный ферзь · g7 чёрная ладья · h7 чёрная пешка · a2 белый конь · b2 белый конь · c2 белый конь · d2 белый слон · e2 белая пешка · f2 белый ферзь · g2 белая ладья · h2 белый ферзь · a1 белый слон · b1 белая ладья · c1 белый ферзь · d1 белый ферзь · e1 белый король · f1 белая пешка · g1 белый конь · h1 белый ферзь | 1 |
|   | a | b | c | d | e | f | g | h |   |

Партия в Really Bad Chess проходит на стандартной шахматной доске, однако все фигуры игроков, кроме королей, выбираются случайным образом в зависимости от уровня сложности: так, в первых раундах игрок может получить армию, состоящую из ферзей и ладей, и сражаться ей против компьютерного игрока, в наличии которого только пешки и лёгкие фигуры, а после череды побед оказаться в противоположной ситуации. Набор фигур, правила, по которым они ходят, и цель игры остались неизменными, однако из-за перемешанных фигур игрокам не доступны стандартные дебюты. В отличие от стандартных шахмат, партия в Really Bad Chess не может окончиться ничьей; если игрок попадает в позицию, из которой невозможно прийти к победе, он должен самостоятельно понять это и сдаться.

## Разработка
Really Bad Chess разработана Заком Гейджем, автором пасьянса Sage Solitaire. Игра вышла на iOS 13 октября 2016 года. 18 мая 2017 года была также портирована на Android.

## Критика
Роб Фаннелл из TouchArcade оценил Really Bad Chess в 5 баллов из 5, заявив, что игра превращает «рутинную работу по обучению шахматной игре в безумно весёлый опыт». Стефен Тотило из Kotaku порекомендовал игру всем владельцам iPhone, отметив, что хотя его шахматы никогда не интересовали, в эту игру ему играть было интересно.
Рецензенты посчитали, что игра может помочь начинающим и неопытным шахматистам освоить шахматы. Фаннел посчитал, что Really Bad Chess — отличный способ научиться «читать шахматную доску», и тем самым стать лучшим игроком в классические шахматы. Эмма Кидуэлл из Kill Screen отметила, что игра может «познакомить новичков с удовольствием от постановки мата без необходимости учить дебюты».
Джуллиан Вернер из Gamezebo отметил проблемы с быстродействием, возникающие на старых устройствах.